# António Victorino de Almeida

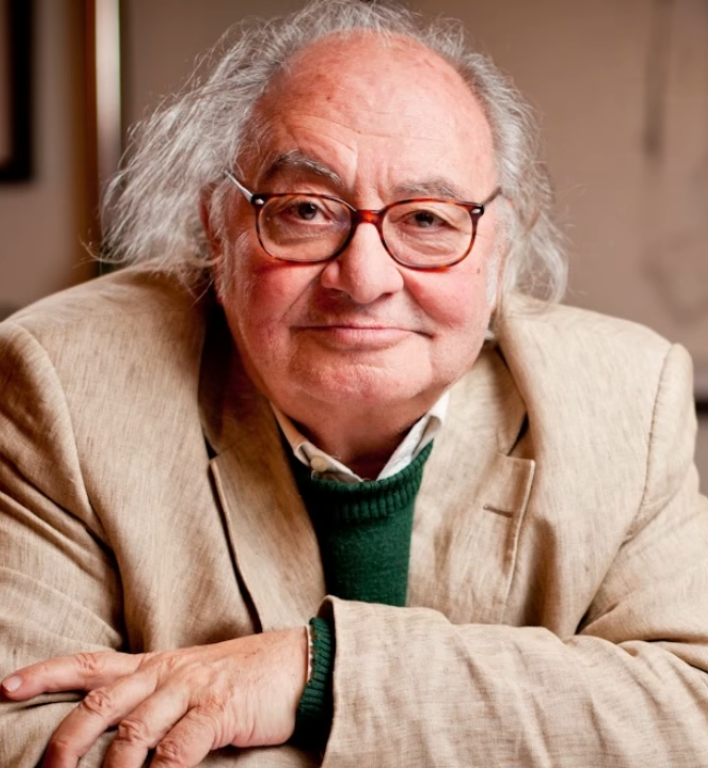
António Victorino de Almeida, 2015

António Victorino Goulart de Medeiros e Almeida (* 21. Mai 1940 in Lissabon) ist ein portugiesischer Komponist, Dirigent, Pianist und Schriftsteller. Auch als Schauspieler und Filmregisseur arbeitet er gelegentlich.

## Leben
António Victorino de Almeida beendete sein Klavierstudium am National-Konservatorium in Lissabon (mit der Note 19 von 20) und ging an die Musikhochschule von Wien, wo er bei Karl Schiske studierte. Er schloss mit Diplom in Komposition mit der höchsten zu vergebenen Note ab.
Er gab danach über 750 Konzerte u. a. mit Erika Pluhar. Sein Hauptbetätigungsfeld blieb jedoch die Komposition. Sich seinem 50sten Bühnenjubiläum nähernd, wurden 2003 gleich vier seiner Werke (zusammen mit der Klaviersonate von Liszt) von der Pianistin Ingeborg Baldaszti bei den Bregenzer Festspielen gespielt.
Er hat drei Töchter: die Schauspielerin und Sängerin Maria de Medeiros, für deren Regiedebüt Capitães de Abril („Nelken für die Freiheit“, 2000) er auch die Titelmusik und das Titelthema für Madredeus schrieb, Inês de Medeiros (Schauspielerin), und Ana Medeiros (Schauspielerin, Geigerin und Komponistin).
1989 trat er als Kopf der Wahlliste der Partei Movimento Democrático Português (dt.: Demokratische Bewegung Portugals) bei den Europawahlen an, wo sie sechststärkste Partei in Portugal wurde.
2005 wurde ihm das Großkreuz des Ordens des Infanten Dom Henrique verliehen.

## Werk
António Victorino de Almeida schuf ein umfangreiches kompositorisches Werk.
Auch seine Schallplattenaufnahmen sind zu nennen, etwa die von Alfred Brendel ausgezeichneten Aufnahmen von 19 Chopin-Walzern oder seine Aufnahmen von amerikanischen Klassikern (For Ever) mit Erika Pluhar. Er hat sich in seinem Werk auch um die Weiterentwicklung des Wienerlieds verdient gemacht.
António Victorino de Almeida schrieb zahlreiche Bücher, sowohl Fiktion (z. B. „Coca Cola-Killer“) als auch Reportagen (z. B. „Polisário“/POLISARIO) und Musik-Sachbücher.
2010 erschien seine Autobiografie „Ao Principio Era Eu“.
Außerdem war er Regisseur seines selbstgeschriebenen Films A Culpa von 1980, der als erste portugiesische Produktion, seit der Hochphase des portugiesischen Films der 1940er Jahre, im Ausland einen Preis gewann (Filmfestival von Huelva 1980). Er war auch der Autor der Marmortische mit Erika Pluhar und André Heller in den Hauptrollen, und der ORF-Doku Gemeinsam. An der Botschaft Portugals in Wien war er Kulturattachée.
Gelegentlich trat er auch als Schauspieler in Erscheinung, meist in Nebenrollen.